# Dzsibuti a 2020. évi nyári olimpiai játékokon
Dzsibuti a japán Tokióban megrendezett 2020. évi nyári olimpiai játékok egyik részt vevő nemzete volt. Az országot az olimpián 3 sportágban 4 sportoló képviselte, akik érmet nem szereztek.

## Atlétika
Férfi
| Versenyző         | Versenyszám | Előfutam | Előfutam | Előfutam | Elődöntő      | Elődöntő      | Elődöntő      | Döntő   | Döntő    |
| Versenyző         | Versenyszám | Idő      | Hely.    | Össz.    | Idő           | Hely.         | Össz.         | Idő     | Helyezés |
| ----------------- | ----------- | -------- | -------- | -------- | ------------- | ------------- | ------------- | ------- | -------- |
| Ayanleh Souleiman | 1500 m      | 3:37,25  | 9.       | 17.      | nem ért célba | nem ért célba | nem ért célba | kiesett | kiesett  |

Női
| Versenyző          | Versenyszám | Előfutam      | Előfutam      | Előfutam      | Elődöntő | Elődöntő | Elődöntő | Döntő   | Döntő    |
| Versenyző          | Versenyszám | Idő           | Hely.         | Össz.         | Idő      | Hely.    | Össz.    | Idő     | Helyezés |
| ------------------ | ----------- | ------------- | ------------- | ------------- | -------- | -------- | -------- | ------- | -------- |
| Souhra Ali Mohamed | 1500 m      | nem ért célba | nem ért célba | nem ért célba | kiesett  | kiesett  | kiesett  | kiesett | kiesett  |

## Cselgáncs
Férfi
| Versenyző               | Versenyszám | Selejtező         | 32-es főtábla                           | Nyolcaddöntő                              | Negyeddöntő       | Elődöntő          | Vigaszág elődöntő | Bronz- mérkőzés   | Döntő             | Helyezés |
| Versenyző               | Versenyszám | Ellenfél Eredmény | Ellenfél Eredmény                       | Ellenfél Eredmény                         | Ellenfél Eredmény | Ellenfél Eredmény | Ellenfél Eredmény | Ellenfél Eredmény | Ellenfél Eredmény | Helyezés |
| ----------------------- | ----------- | ----------------- | --------------------------------------- | ----------------------------------------- | ----------------- | ----------------- | ----------------- | ----------------- | ----------------- | -------- |
| Aden-Alexandre Houssein | Könnyűsúly  | erőnyerő          | Chamara Repiyallage (SRI) · 10(0)–00(0) | Lasha Shavdatuashvili (GEO) · 00(1)–01(1) | kiesett           | kiesett           | kiesett           | kiesett           | kiesett           | 9.       |

## Úszás
Férfi
| Versenyző              | Versenyszám | Előfutam | Előfutam | Előfutam | Elődöntő | Elődöntő | Elődöntő | Döntő   | Döntő    |
| Versenyző              | Versenyszám | Idő      | Hely.    | Össz.    | Idő      | Hely.    | Össz.    | Idő     | Helyezés |
| ---------------------- | ----------- | -------- | -------- | -------- | -------- | -------- | -------- | ------- | -------- |
| Houssein Gaber Ibrahim | 50 m gyors  | 27,41    | 2.       | 65.      | kiesett  | kiesett  | kiesett  | kiesett | kiesett  |